# Kazimierz Bogucki (1919–2020)
Kazimierz Bogucki (ur. 21 grudnia 1919 w Czerniowcach, zm. 25 sierpnia 2020 w Olsztynie) – polski Sprawiedliwy wśród Narodów Świata.

## Życiorys
Kazimierz Bogucki wychował się na Podolu. Przed wybuchem II wojny światowej Bogucki pracował w elektrowni w Zamościu. W czasie okupacji niemieckiej przeprowadził się z rodziną do Lublina, gdzie zaangażował się w działalność konspiracyjną. Bogucki mieszkał w Lublinie przy ul. Strażackiej 5. W 1941 r. wspólnie z małżonką zaopiekował się siedmioletnią dziewczynką o przybranym nazwisku Regina Dziedzio. Wspólnie z małżonką zorganizował dla dziecka pobyt u sióstr urszulanek, które nauczyły ją katolickich modlitw. Regina została pod opieką Boguckiego do wyzwolenia przez Armię Czerwoną. W październiku tego roku udzielił pomocy studentce architektury, Żydówce posługującej się nazwiskiem Janina Czaplińska, którą przetransportował z Warszawy do Lublina i zorganizował dla niej zatrudnienie. W czasie zwiększonego ryzyka Bogucki przekierował Czaplińską do Zamościa, gdzie jej życie było mniej zagrożone. Tam kobieta doczekała wyzwolenia przez Armię Czerwoną. W 1943 r. Bogucki zaopatrywał Żyda przebywającego w obozie w Trawnikach w lekarstwa i żywność.
Uratowana przez Boguckiego Regina Dziedzio po wojnie zajęła się ogrodnictwem, była szefem zieleni w warszawskiej hucie.
W 22 października 1981 r. został odznaczony medalem Sprawiedliwy wśród Narodów Świata.
Kazimierz Bogucki zmarł 25 sierpnia 2020 r. w Olsztynie. Został pochowany na cmentarzu przy ul. Poprzecznej (17B/1/9).